# Пуэрто-Рико на Сурдлимпийских играх
Пуэрто-Рико участвует в летних Сурдлимпийских играх с Игр 2009 года (не участвовали в Играх 2017, 2022 года), в зимних Сурдлимпийских играх до настоящего времени не участвовали.

## Медальный зачёт

### Медали летних Сурдлимпийских игр
| Год  | Золото | Серебро | Бронза | Всего |
| 2009 | 1      | 0       | 1      | 2     |
| 2013 | 2      | 0       | 0      | 2     |